# Lasse Aagaard (komponist, født 1986)
 For alternative betydninger, se Lasse Aagaard. (Se også artikler, som begynder med Lasse Aagaard)
Lasse Aagaard (født 2. maj 1986 i Faaborg) er dansk filmkomponist, sanger, musiker, radiovært og medlem af bandet Den Fjerde Væg. Lasse fik Ekko Shortlist Prisen for Bedste Originale Musik i 2017 og 2020 for filmene Vi Lader Billedet Stå Et Øjeblik og Viktor På Månen.
Lasse har siden 2021 været vært på radioprogrammet Natsværmeren på DR P2, samt arbejdet som korarrangør bl.a. for Bisse på pladerne Tanzmaus og Tårefilm.
Lasse var grundlægger og medlem af bandet Den Fjerde Væg, der eksisterede mellem 2007 og 2021.[kilde mangler] Bandet udgav i perioden fire plader, Drengekys (2012), DANSER (2014), Jeg giver slip hvis du giver slip (2016) og Jamais Vu (2020). I 2013 skrev gruppen kontrakt Sony Music.

## Musik til følgende film- og TV-produktioner
| Det Sorte Bælte, DR Ultra serie, 2021 (instr. Troels Hansen)                                      |
| Orange Feeling, 2021 (instr. Jesper Tønning)                                                      |
| Ama’r Halshug / Cross Your Heart, 2021 (instr. Nikolaj Storgaard Mortensen)                       |
| Uønsket, 2020 (instr. Esben Halfdan Blaakilde)                                                    |
| GadeJørgen, 2019, sammen med Jørgen Ernesto Grønning (instr. Kristian Nordentoft)                 |
| Viktor på Månen, 2019 (instr. Christian Arhoff)                                                   |
| Chassé, 2019 (instr. Michella Bredahl)                                                            |
| Stjerneregn, 2019, sammen med Ida Duelund Hansen (instr. Camilla Arlien)                          |
| Lille a, 2018, sammen med Ida Duelund Hansen (instr. Cecilie McNair)                              |
| Blåt Lys, 2018 sammen med Emilie Dam Ohrt (instr. Alexander Orht)                                 |
| Vi Lader Billedet Stå Et Øjeblik / You Are Still Somebodys Someone, 2017 (instr. Esther Wellejus) |
| Lux Aeterna, 2017 (instr. Edith Tvede).                                                           |

## Diskografi
| Med Den Fjerde Væg: | • Drengekys (Für Records, 2012) • DANSER (Sony Music, 2014) • Jeg giver slip hvis du giver slip (Sony Music, 2016) • Jamais Vu (Sony Music, 2020) |
| Andre udgivelser    | • GadeJørgen: Hele Mit Liv (Raske Plader, 2019) • Aagaard & Duelund: Halvjord (Forlaget Kornmod, 2021)                                            |